# SMIM6
SMIM6 (англ. Small integral membrane protein 6) – білок, який кодується однойменним геном, розташованим у людей на довгому плечі 17-ї хромосоми. Довжина поліпептидного ланцюга білка становить 62 амінокислот, а молекулярна маса — 7 017.
| 10         |  | 20         |  | 30         |  | 40         |  | 50         |
| ---------- |  | ---------- |  | ---------- |  | ---------- |  | ---------- |
| MDQLVFKETI |  | WNDAFWQNPW |  | DQGGLAVIIL |  | FITAVLLLIL |  | FAIVFGLLTS |
| TENTQCEAGE |  | EE         |  |            |  |            |  |            |

A: Аланін

C: Цистеїн

D: Аспарагінова кислота

E: Глутамінова кислота

F: Фенілаланін

G: Гліцин

I: Ізолейцин

K: Лізин

L: Лейцин

M: Метіонін

N: Аспарагін

P: Пролін

Q: Глутамін

S: Серин

T: Треонін

V: Валін

Локалізований у мембрані.